# Rudolf Albert von Kölliker
Rudolf Albert von Kölliker (Zurigo, 6 luglio 1817 – Würzburg, 2 novembre 1905) è stato un anatomista e fisiologo svizzero. È considerato il padre tedesco della biologia ottocentesca.

## Biografia
Suo padre Johannes Kölliker era un banchiere di Zurigo, ma morì presto, cosicché la madre Anna Maria Katharina Füssli, donna colta e poliglotta (in casa si parlava solo francese), dovette prendere in mano le redini della famiglia educando i due figli Albert e Teodoro. 
Frequentò il ginnasio di Zurigo, dove conobbe Karl Wilhelm von Nägeli, che presto divenne suo fedele amico e con cui condivise la passione per la botanica. In questo periodo ricevette lezioni private in lingue straniere. Dopo il liceo seguì i corsi di scienze naturali e medicina a Zurigo.
Dal 1839 continuò gli studi in Germania. Per breve tempo fece pratica presso le cliniche mediche a Bonn e nell'autunno dello stesso anno andò a Berlino, dove incontrò Johannes Peter Müller, uno dei fondatori della scuola sperimentale di biologia tedesca, che influenzò il suo approccio alla fisiologia.
Si dedicò in seguito all'anatomia comparata a cui fu iniziato dal fisiologo tedesco Friedrich Gustav Jakob Henle che gli fece conoscere anche la microscopia. Le dimostrazioni di Henle lasciarono in lui un'impronta duratura. 
Assieme a Nägeli intraprese viaggi di ricerca nel mare del Nord, in Scozia e nel mar Mediterraneo, in particolare a Messina e a Napoli. Nel 1841 Kölliker fece ritorno in Svizzera.
Per il suo lavoro di anatomia fatto a Berlino, intitolato "Untersuchungen uber die Bedeutung der Samenfaden" ( "Studi sull'importanza dello spermatozoo"), ricevette la laurea in scienze naturali, mentre gli venne rifiutata quella in medicina dalla facoltà medica perché la sua dissezione era troppo "zoologica". 
Nel 1842 conseguì la laurea in medicina a Heidelberg con la pubblicazione del saggio "Observationes de prima insectorum genesi adiecta articulatorum evolutionis cum vertebratorum comparata".
In seguito divenne professore di anatomia presso Henle a Zurigo e nel 1844 libero docente. Dopo il trasferimento di Henle a Heidelberg, fu nominato professore straordinario di fisiologia e anatomia comparata. Nel 1847 accettò la chiamata come ordinario a Würzburg, in Baviera, dove rimase per 53 anni. Nel 1855 rifiutò di tornare a Zurigo.
Due anni più tardi gli fu affidata la cattedra di anatomia.
Dopo il pensionamento nel 1903, rimase moderatamente attivo nell'ambito della ricerca (famosa è la sua indagine sull'origine del corpo vitreo dell'occhio). Morì per una malattia ai polmoni nel 1905 a Würzburg, che durante il suo mandato divenne un importante centro per la formazione medica.

## Gli studi
Eccellente professore, i suoi libri più famosi divennero libri di testo. Pubblicò più di trecento lavori. Il nome di Kölliker è associato allo strumento con cui nel corso della sua lunga vita ha così assiduamente e con successo lavorato: il microscopio, che usò strenuamente in istologia. L'inizio dei suoi studi infatti coincise con quello della rinascita delle indagini microscopiche degli esseri viventi. Per primo riconobbe la costituzione cellulare dei tessuti ed estese il concetto di teoria cellulare.
Pochi sono i campi delle scienze naturali in cui Kölliker non abbia dato alcun contributo. In ambito zoologico pubblicò nel 1844 i suoi studi di divisione cellulare delle uova di seppia dei cefalopodi e nel 1846 osservò la formazione dei globuli rossi nei Mammiferi e quella del sangue nell'embrione. Isolando le fibre muscolari lisce, scoprì la struttura cellulare e illustrò la loro presenza in tutto il corpo, come è esposto in "Handbuch der Menschen des Gewebelehre" (1852, "Manuale di Istologia dell'uomo").     
Sostenne poi che le incisure di Schmidt-Lanterman, le cisterne e le spirali di Golgi e le reti di Ewald-Kuhne nelle fibre nervose, fossero artificiali, ovvero prodotte dall'azione dei reagenti. Egli applicò la teoria cellulare alla comprensione dello sviluppo embriologico; focalizzò la sua attenzione sugli spermatozoi, in particolare sul flagello, il cui moto (sempre più mobile in soluzioni alcaline ) venne identificato con quello dello spermatozoo stesso (1856). Considerò l'uovo come un'unica cellula, propugnando la teoria secondo la quale la segmentazione consista in un unico processo di produzione di cellule gemelle, costituenti i tessuti; rifiutò l'idea di Theodor Schwann di una libera formazione cellulare del citoblasto (1859).
Con Kölliker si giunse ad individuare la simmetria tra ovulo e spermatozoo e tra ovaie e testicoli e a confermare la natura cellulare degli spermatozoi.
In anatomia a lui si deve un'importante distinzione tra le strutture cartilaginee preformate e la struttura ossea sviluppata nel cranio dal tessuto connettivo (1849). Per quanto riguarda la fisiologia indagò l'azione di alcuni veleni (1856-1858), compresi il curaro e la stricnina, dimostrando che alcuni di questi paralizzavano i nervi intramuscolari, lasciando però intatta l'eccitabilità dei muscoli.
Studiò l'emissione della luce nelle lamprede e fece esperimenti sull'elettricità del cuore e del suo battito (in particolare sulle rane).
Occupandosi dell'opera L'origine delle specie, criticò le dottrine darwiniane ritenute troppo teleologiche, asserendo che determinati caratteri compaiono improvvisamente e non attraverso piccoli passaggi (1864). A tal proposito pubblicò nello stesso anno un libro intitolato "Über die Darwin'sche Schöpfungstheorie" ("Sulla teoria darwiniana della creazione") in cui sostenne che la teleologia, ovvero quella dottrina filosofica secondo cui la natura si muove verso una meta prestabilita, non è supportata dalla scienza empirica.
A partire dal 1881 il suo lavoro sul sistema nervoso centrale ha preso una nuova direzione grazie alle scoperte di Golgi e all'adozione dei suoi metodi di ricerca estesi alle diverse parti del cervello. Kölliker era così in grado di dare un notevole contributo alla convalida della teoria del neurone come unità di base del sistema nervoso, il cui massimo esponente era Santiago Ramón y Cajal..
Tra i suoi allievi abbiamo Ernst Haeckel, Franz Leydig, Rudolf Heidenhain e Ferdinand Julius Cohn.
Si impegnò notevolmente anche nell'ambito del giornalismo scientifico: dapprima creò una rivista in forma di riassunti, i “Berichte aus der Königlichen zootomischen Anstalt in Würzburg” (1847-1848). Nel 1849 fondò la “Physikalisch-medizinischen Verein” in collaborazione con Rudolf Virchow. Nel 1849 apparve il primo numero della “Zeitschrift für wissenschaftliche  Zoologie” ("Journal of Scientific zoologia") fondata da Kölliker e da Philipp Franz von Siebold.

## I rapporti con l'Italia e l'amicizia con Golgi
Significativa è la raccolta di lettere che costituiscono l'epistolario di Albert Kölliker a Camillo Golgi pubblicate da Luigi Belloni.
A Kölliker va riconosciuto il merito di aver colto l'importanza del metodo della "reazione nera" messo a punto dall'istologo italiano. La provò per la prima volta nel 1885 ma ottenne risultati poco soddisfacenti.  Nei primi mesi del 1887, Golgi inviò al collega tedesco alcuni suoi preparati cromoargentici e questi nonostante i suoi settant'anni, si mise al lavoro, dimostrandosi, in questo modo, un protagonista estremamente lucido dell'istologia mondiale. Dunque ebbe inizio un profondo rapporto di stima e di amicizia cementata da molti scambi epistolari e da alcuni incontri personali.  Nelle sue memorie Kölliker rivendicò orgogliosamente di aver introdotto il metodo della "reazione nera" in Germania. Così scrisse: «Je vous regarde comme celui, qui a le prémier ouvert la voie pour une compréhension vraie de la structure si compliquée du Cerveau »
Fu certamente ospite di Golgi il 22 e il 23 aprile del 1889 e trascorsero il poco tempo a disposizione a vedere vetrini e a discutere di cellule nervose. Egli amava l'Italia e veniva frequentemente sulle coste liguri nei mesi primaverili per tanti motivi personali, scientifici e affettivi e questa lettera, rivolta alla famiglia Golgi, ne è una testimonianza:
«Io era tanto felice di poter godere di questa vita tranquilla e bella nella nostra famiglia, compresa la Mamma  e la cara Carolina e tutti i parenti, che io fu preso di un vero dolore, quando io fui obbligato di partire … non posso esprimere in italiano tutto che vorrei dire e vi prego dunque di credermi se io vi dico, che non avrei mai creduto possibile di trovare tanta amicizia in Italia». Fu colmato, come al solito di premure e gentilezze e sicuramente gli fece trovare in abbondanza uva, pesche, fichi e altri buoni prodotti dell'Italia, in particolare il vino.
Kölliker in occasione della scoperta dell'apparato del Golgi del 1898, in una lettera datata 4 maggio 1900, ha scritto:
"Quant à votre Apparato reticolare [in italiano nel testo], Je suis de l'avis qu'il faut le ... regarder comme système de dell'ONU canalicules intérieurs, étant en rapport avec les Procès chimiques, qui ont lieu dans les cellules nerveuses et peut être aussi avec les fonctions des spéciales cellules". [Per quanto riguarda il tuo apparato reticolare credo che questo dovrebbe essere.. considerato come un sistema di canali interni, che è in relazione con i processi chimici che avvengono all'interno delle cellule nervose e forse anche con le funzioni speciali delle cellule].
L'istologo tedesco, era ormai divenuto influente per l'assegnazione del Premio Nobel e decise di proporre “uno solo è questo il mio amico, il grande Golgi” del quale “ho messo nel più bello rilievo le scoperte nell'anatomia del sistema nervoso, basandosi specialmente sulla grande opera tedesca, che ognuno conosce”.       Il 27 marzo 1905 dopo aver trascorso un periodo di riposo nel mite clima ligure di Nervi, scriveva a Golgi: “Quanto al premio Nobel non ho ancora ricevuto alcuna notizia da Stoccolma, ma vi scriverò subito se so qualcosa”. Stava evidentemente continuando il lavoro con i membri del comitato svedese, a favore dell'amico italiano. È questa una delle ultime lettere di Kölliker a Golgi. Pochi mesi dopo ci fu la morte dell'anziano patriarca dell'istologia; troncava una bellissima amicizia fondata sulla stima scientifica e sulla simpatia personale.

## Opere principali
- "Entwicklungsgeschichte der Tintenfische" ("Storia dell'evoluzione del calamaro" 1844)
- “Berichte aus den Koniglichen zootomischen Anstalt in Würzburg” (1847-1848)
- "Handbuch der Gewebelehre fur Ärzte und Studierende" ("Manuale di Istologia per i medici e gli studenti" 1852)
- "Spezielle Gewebelehre" (prima parte 1850- seconda parte 1852-1854)
- "Entwicklungsgeschichte des Menschen und der höheren Tiere" ("Embriologia dell'uomo e degli animali superiori") (1862)
- "Über die Darwin'sche Schöpfungstheorie" ("Sulla teoria darwiniana della creazione") (1864)
- "Grundriss der Entwicklungsgeschichte der Menschen und der Tiere" (" Piano della storia dello sviluppo delle persone e degli animali" 1880)

## Curiosità

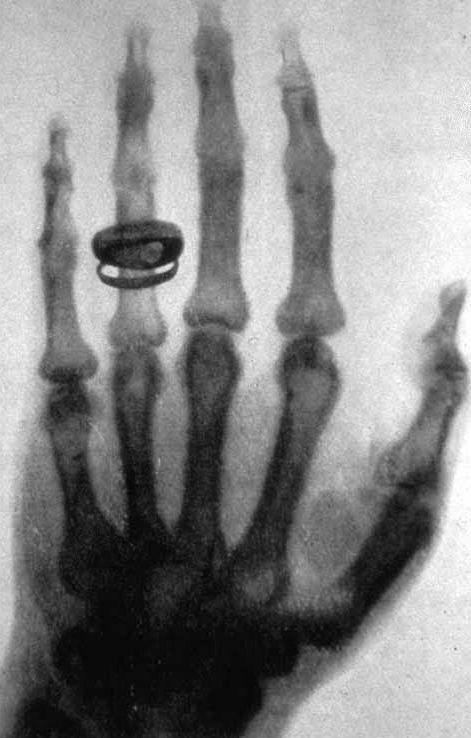
La mano di Kölliker immortalata ai raggi x

- Nel 1886 i partecipanti della periodica seduta dell'"Physikalisch-Medicinische Gesellschaft" di Würzburg ammiravano stupefatti la mano di Kölliker immortalata ai raggi X da Wilhelm Conrad Röntgen, che nel corso della storica riunione descrisse le proprietà di questa radiazione aprendo ad una nuova era della fisica e della medicina: era possibile vedere attraverso la materia.[22]

Si trattava della ricreazione della prima dimostrazione di raggi X .
- Ricevette nel 1897 la "Medaglia Copley", un prestigioso premio scientifico per lavori in qualsiasi campo della scienza assegnato dalla Royal Society di Londra.[24]